# امانوئل و شب‌های پورنو در جهان، شماره ۲
امانوئل و شب‌های پورنو در سراسر جهان، شماره ۲ (ایتالیایی: Emanuelle e le porno notti nel mondo n.2) فیلمی به کارگردانی برونو ماتی (با نام مستعار جیمی ماتئوس) و جو داماتو است که در سال ۱۹۷۸ منتشر شد. این فیلم دنبالهٔ شب‌های پورنو در سراسر جهان است که ۱ سال پیش توسط همین کارگردانان ساخته شد. این فیلم که بخشی از آن با تصاویر آرشیوی موجود ساخته شده است، نمونه‌ای از ژانر سینمایی موندو است. مسابقه برهنگی در فضای باز که در پایان فیلم مشاهده می‌شود مربوط به مستند/استثمار جنسی «رقابت‌های بانوی برهنهٔ آمریکا» در سال ۱۹۷۶ است که چهار سال قبل‌تر فیلمبرداری شده است.
این فیلم توسط شرکت لامبرتو فورنی و با عنوان امانوئل و شب‌های پورنو بر روی نوار ویدئویی توزیع شد.

## گزیدهٔ بازیگران
- لورا خمسر در نقش خودش (با دوبلۀ گرمانا دومینیچی)
- آجیتا ویلسون در نقش خودش
- گلوریا پیه‌دیمونته در نقش عاشق بیگانه